# 松阪木綿
松阪木綿（まつさかもめん）は、三重県松阪市周辺で生産される木綿。染色の方法は藍染めが基本で、多様な藍色の縞模様が特徴である。三重県指定伝統工芸品。
江戸時代には伊勢木綿、勢州木綿と呼ばれており、江戸の人口が100万人といわれる中で年間50数万反を売り上げるほどの人気を誇った。伊勢木綿のなかでも、縞柄のものは「松坂縞」と呼ばれて重宝された。松阪縞のルーツは、安南国の交趾で織られていた「柳条布」と言われる。
三重県民手帳の表装にも採用されている。